# Ana María Martínez de la Torre Ramírez
Ana María Luzmila Martínez de la Torre Ramírez (Lima, 15 de febrero de 1948-Ib., 19 de abril de 2022), conocida como Ana María Martínez o Anita Martínez, fue una primera actriz y presentadora de televisión peruana, que desarrolló gran parte de su carrera en Chile. Sus hijos son el cantante Jean Paul Strauss, María Gabriela Strauss Martínez y Ana María Strauss Martínez. Es más conocida por los varios roles antagónicos en telenovelas nacionales e internacionales, y por los roles estelares de Maricucha Pflücker en la serie televisiva Al fondo hay sitio, y Lourdes en la serie televisiva Yo no me llamo Natacha.

## Biografía
Nació en Perú y su infancia la residió en Colombia y Argentina. Su padre fue Beningno Martínez de la Torre, de ascendencia española. Sus inicios fueron en la música como parte del programa argentino El Club del Clan (1964), donde adoptó el nombre artístico de "Anita Martínez". Luego, trabajó en diversas producciones televisivas de Panamericana Televisión.
A los 18 años, regresó a su natal Perú y se integró a la compañía de teatro de José Vilar. En 1982, llegó a Chile junto a Vilar, quien la convocó para que integrara El nuevo Teatro de José Vilar de Televisión Nacional de Chile.
Su fama comenzó a consolidarse en los medios chilenos hasta que Ricardo Miranda, le ofreciera integrarse a la telenovela Bienvenido Hermano Andes y a la miniserie Una familia feliz de Canal 13.
Regresó a Lima para continuar su trabajo artístico y tras el mal estado de salud de José Vilar, retornó a Chile en 1988, decisión que le permitió participar durante los años siguientes, en varias otras producciones de Canal 13, como La intrusa, Top secret, Adrenalina, Amor a domicilio y Cerro Alegre.  Uno de sus papeles más recordados es la villana Gaby Ossandón en Playa salvaje de 1997.
En 2010, regresó a la televisión peruana con un controvertido rol en la serie televisiva Al fondo hay sitio de América Televisión.

## Filmografía

### Cine
| Año  | Título                   | Personaje                | Notas          | Ref.                                                                                 |
| ---- | ------------------------ | ------------------------ | -------------- | ------------------------------------------------------------------------------------ |
| 1966 | De profesión sospechosos | Hija de Andrade          | Rol Secundario | Película filmada en Argentina junto a Graciela Borges, Antonio Prieto y José Marrone |
| 2002 | Tan de repente           | Ramona                   | Rol Principal  |                                                                                      |
| 2007 | Oculto en la oscuridad   | Corredora de Propiedades | Rol Secundario |                                                                                      |

### Televisión

#### Series y telenovelas
| Año       | Título                        | Personaje                                            | Notas                                   | Canal                   | Ref. |
| --------- | ----------------------------- | ---------------------------------------------------- | --------------------------------------- | ----------------------- | ---- |
| 1967      | Los Hijos Ajenos              | Mariana                                              | Rol Recurrente                          | Panamericana Televisión |      |
| 1968      | El Maestro                    | Rosalía Benavente                                    | Rol Recurrente                          | Panamericana Televisión |      |
| 1969–1970 | Simplemente María             |                                                      | Rol Recurrente                          | Panamericana Televisión |      |
| 1971      | En Familia                    | Úrsula Mondragón                                     | Rol Recurrente                          | Panamericana Televisión |      |
|           | La Alternativa del Escorpión  |                                                      | Rol Recurrente                          | Cinevisión              |      |
|           | OKTV                          |                                                      | Rol Recurrente                          | Cinevisión              |      |
|           | Ifigenia                      |                                                      | Rol Recurrente                          | Cinevisión              |      |
|           | María Maria                   |                                                      | Rol Recurrente                          | Cinevisión              |      |
| 1982      | Bienvenido Hermano Andes      | Myriam Sinclair                                      | Rol Principal                           | Canal 13                |      |
| 1982      | Una Familia Feliz             | Margarita "Ita"                                      | Rol Principal                           | Canal 13                |      |
| 1985      | Coqueta                       |                                                      |                                         |                         |      |
| 1989      | La intrusa                    | Susana "Susi" González                               | Rol Coprotagónico                       | Canal 13                |      |
| 1990      | ¿Te conté?                    | Ana María Santibáñez                                 | Rol Secundario                          | Canal 13                |      |
| 1991      | Ellas por ellas               | Marcia Hurtado Vda. de Pereira                       | Rol Principal                           | Canal 13                |      |
| 1992      | Fácil de amar                 | Rebeca de Castro                                     | Rol Secundario                          | Canal 13                |      |
| 1993      | Doble juego                   | Natalia Parra "La Toya"                              | Rol Principal                           | Canal 13                |      |
| 1993      | La patrulla del desierto      | Yolanda                                              |                                         | Canal 13                |      |
| 1993      | Fácil de amar, la comedia     | Rebeca de Castro                                     |                                         | Canal 13                |      |
| 1994      | Top secret                    | Elba Ramos                                           | Rol Secundario                          | Canal 13                |      |
| 1995      | Amor a domicilio              | Agustina "Tita" Encina de Smith                      | Rol Principal                           | Canal 13                |      |
| 1996      | Adrenalina                    | Luz María Andrews de Undurraga                       | Rol Principal                           | Canal 13                |      |
| 1997      | Playa Salvaje                 | Gabriela "Gaby" Ossandón Aldunate                    | Rol Antagónico Principal                | Canal 13                |      |
| 1998      | Marparaíso                    | Begoña Astudillo                                     | Rol Secundario                          | Canal 13                |      |
| 1999      | Cerro Alegre                  | Melania Robles                                       | Rol Recurrente                          | Canal 13                |      |
| 2000      | Sabor a ti                    | Rosa Montealegre Undurraga Vda. de Quevedo (Anciana) | Rol Recurrente                          | Canal 13                |      |
| 2001      | Corazón pirata                | Clara Domínguez de Condell                           | Rol Secundario                          | Canal 13                |      |
| 2005      | Mitú                          | Eva Castaño                                          | Rol Secundario                          | Mega                    |      |
| 2005      | La historia detras del mito   |                                                      | Jefa de producción                      |                         |      |
| 2005–2007 | El Día Menos Pensado          | Teresa Matilde Guevara                               |                                         | TVN                     |      |
| 2007      | Vivir con 10                  | Hermana Margarita / Fátima Solé                      | Rol Secundario (Participación Especial) | Chilevisión             |      |
| 2010      | Al fondo hay sitio            | María Eugenia "Maricucha" Pflücker Vda. de Del Prado | Rol Antagónico Principal                | América Televisión      |      |
| 2016      | Al fondo hay sitio            | María Eugenia "Maricucha" Pflücker Vda. de Del Prado | Material de archivo                     | América Televisión      |      |
| 2022      | Al fondo hay sitio            | María Eugenia "Maricucha" Pflücker Vda. de Del Prado | Foto en spot televisivo                 | América Televisión      |      |
| 2011      | Yo no me llamo Natacha        | Doña Lourdes                                         | Rol Principal                           | América Televisión      |      |
| 2015      | ¿Quién mató a Patricia Soler? |                                                      | Escritora (Guionista)                   | MundoFox                |      |
| 2015      | ¿Quién mató a Patricia Soler? | Canal RCN                                            | Escritora (Guionista)                   |                         |      |

#### Programas
| Año       | Título                        | Rol          | Notas             | Canal    | Ref. |
| --------- | ----------------------------- | ------------ | ----------------- | -------- | ---- |
|           | Cancionísima                  | Ella misma   | Concursante       |          |      |
|           | Villa Twist                   | Ella misma   | Concursante       |          |      |
| 1964      | El Club del Clan              | Ella misma   | Presentadora      | Canal 13 |      |
| 1981–1982 | El nuevo Teatro de José Vilar | Ella Misma   | Elenco Recurrente | TVN      |      |
| 1981–1982 | El nuevo Teatro de José Vilar | Varios Roles | Roles Principales | TVN      |      |
| 1996      | Venga conmigo                 | Ella misma   | Jueza Invitada    |          |      |
| 1997      | Teatro en Canal 13            | Ella misma   | Presentadora      | Canal 13 |      |

## Teatro
| Año  | Título              | Personaje          | Notas                                   | Ref. |
| ---- | ------------------- | ------------------ | --------------------------------------- | ---- |
| 1982 | Cero a la izquierda |                    | Dirección: Jaime Vadell                 |      |
| 2010 | Al fondo hay sitio  | Maricucha Pflücker | Rol Principal Dirección: Efraín Aguilar |      |
| 2012 | Teatro              |                    |                                         |      |
| 2012 | Falstaff (Verdi)    |                    | Dirección: Daniele Gatti                |      |

## Discografía

### Agrupaciones musicales
- La Nueva Ola.

### Temas musicales
- «Una noche, un recuerdo» (Con Fernando de Soria).